# Nemški vogal
Nemški vogal (nemško Deutsches Eck) je rt v Koblenzu v Nemčiji, kjer se reka Mozela izliva v Ren. Imenuje se po lokalni komendi tevtonskega reda (Deutscher Orden), znan pa je zaradi monumentalnega konjeniškega kipa Viljema I., prvega nemškega cesarja, postavljenega leta 1897 v zahvalo za njegove zasluge pri združitvi Nemčije. Eden izmed številnih spomenikov cesarju Viljemu v pruskem Porenju je bil uničen v drugi svetovni vojni. Ohranjen je bil samo podstavek kot spomin. Po ponovni združitvi Nemčije je bila po burnih razpravah na podstavek leta 1993 postavljena replika kipa. To je danes znamenitost Koblenza in priljubljena turistična točka.
Nemški vogal je tudi kraj celinskih plovnih poti v Nemčiji, kjer je potrebna velika spretnost pri krmarjenju z ladjami.

## Zgodovina
Tevtonski vitezi ali križevniki so prišli v Koblenz, ko jim je nadškof Theoderich von Wied iz Trierja leta 1216 odmeril posestva okrog bazilike svetega Kastorja, ki je neposredno ob sotočju Mozele in Rena. Vitezi so pomagali pri zdravstveni negi in kmalu ustanovili komendo, ki je postala upravni sedež sodnega izvršitelja v Koblenzu, neposredno podrejenega Velikemu mojstru. Prostori in stavbe okoli komende so nastajali od leta 1279 dalje in so postali znani kot Nemški vogal (Deutsches Eck).
Okoli leta 1600 je komenda iz Koblenza preselila svoj sedež navzdol po Renu v Köln. Leta 1794 so levi breg Rena osvojile francoske revolucionarne sile in od leta 1802 dalje so bila cerkvena posestva sekularizirana. Prostori viteškega reda so bili obnovljeni kot del pruske trdnjave Koblenz. V 19. stoletju je bilo območje povezano s pomolom z dolvodnim peščenim bregom in oblikovalo današnjo površino.

## Cesarska ikonografija
Po smrti cesarja Viljema I. leta 1888 je njegov vnuk Viljem II. želel obuditi nacionalistični kult "ustanovitelja nemškega rajha". V naslednjih letih je zasebno financiral in postavil Kyffhäuserski ali Barbarosov spomenik na hribu Kyffhäuser v Turingiji ter spomenik cesarju Viljemu v kraju Porta Westfalica (Vrata v Vestfalijo), oba je zasnoval arhitekt Bruno Schmitz iz Leipziga. Še več drugih mest je dobilo spomenike in leta 1891 se je Viljem II. odločil enega postaviti na sotočju Rena in Mozele v Koblenzu.
Po nadaljnjih iskanjih kraja in akciji zbiranja sredstev je bil spomenik cesarja Viljema dežele Porenje postavljen in slovesno odprt v prisotnosti cesarja 31. avgusta 1897. Bruno Schmitz je spet izdelal načrte za velikanski več kot 37 metrov visok spomenik na konici Nemškega vogala. Na njem je verz pesnika Maxa von Schenkendorfa iz Koblenza: Nimmer wird das Reich zerstöret, wenn ihr Einig Seid und Treu ('Imperij ne bo nikoli uničen, dokler boste združeni in zvesti'). Še en napis je mogoče najti na kipu, posvečenem Viljemu Velikemu. Konjeniški kip sam je visok 14 m in predstavlja Viljema I. v uniformi generala, ki spominja na pruskega zmagovalca v "nemški združitveni vojni". Njegovega konja drži krilati ženski genij, ki nosi lovorov venec in cesarsko krono.
Po prvi svetovni vojni so po versajski pogodbi Rensko provinco zasedle zavezniške sile. Ko je bilo v novembru 1929 območje dokončno očiščeno v skladu z Youngovim planom, so se desettisoči zbrali na Nemškem vogalu, da bi praznovali osvoboditev Porenja. 22. julija 1930 je predsednik Paul von Hindenburg proslavil konec svoje zmagovite poti po renski zemlji s praznično pojedino in ognjemetom.  Isti večer je bilo ubitih 38 ljudi, ko se je pod težo množice zrušil pontonski most čez Mozelo. 

### Uničenje in ponovna postavitev
Medtem ko je bil notranji del Koblenza zaradi strateškega bombardiranja zavezniških sil med drugo svetovno vojno uničen, je Nemški vogal ostal v glavnem nepoškodovan. 16. marca 1945 pa je kip hudo poškodovalo ameriško topništvo. 87. artilerijska enota iz tretje ameriške armade z narednikom Loydom Watsonom na čelu je streljala nanj, ko so videli, da ga nemški vojaki zapuščajo. Domnevali so, da je to začetek operacije in zato so jih napadli. Kmalu zatem je bil spomenik popolnoma uničen. Francoska vojaška vlada naj bi nadomestila stari spomenik s spomenikom miru in razumevanja med narodi, vendar to ni bilo nikoli uresničeno.
Po ustanovitvi Zvezne republike Nemčije in Vzhodne Nemčije leta 1949 je bila država razdeljena na kapitalistični zahod in komunistični vzhod. Da bi izrazil globoko željo po združeni Nemčiji, je predsednik Theodor Heuss Nemški vogal razglasil za spomenik nemške enotnosti. Namestili so grbe vseh nemških zveznih dežel, tudi nekdanjih nemških ozemelj, kot so Šlezija, Vzhodna Prusija in Pomeranija. Postavili so repliko uničenega konjeniškega kipa in nemška zastava je zavihrala nad trgom.
Po padcu berlinskega zidu novembra 1989 so bili nameščeni trije betonski deli pravega zidu poleg spomenika. 3. oktobra 1990 so bili dodani emblemi novih zveznih dežel. 

## Obnova kipa
Z združitvijo obeh Nemčij leta 1990 Nemški vogal ni bil več simbol težnje po združeni Nemčiji. Začeli so razmišljati o preoblikovanju trga. Kritiki so bili proti ponovni uvedbi konjeniškega kipa Viljema I., češ da je prepozno in neustrezno, predlagatelji pa so videli priložnost za turizem. Ko je zvezna vlada prenesla pravice na mesto Koblenz in ko sta Werner in Anneliese Theisen (par iz Koblenza) zagotovila, da bosta krila vse stroške za obnovo kipa, je bila odločitev o obnovi sprejeta.
Düsseldorfski kipar Raymond Kittl je dobil naročilo za izdelavo replike izvirnega kipa. Narejen je bil iz trpežnega bronastega odlitka v primerjavi z izvirnikom, ki je bil izdelan iz bakrenih plošč. Maja 1992 so dele kipa pripeljali v Koblenz z ladjo MS-Futura. Preddela so bila dokončana v pristanišču in 2. septembra 1993 je žerjav dvignil kip na podstavek. Takrat je bil sedanski dan (Sedantag), ki sicer ni več uradno priznan, a je bil dan, ko so proslavili nemško zmago v bitki za Sedan. 25. septembra 1993 je bil nov kip odkrit.
Danes velika državna zastava in zastave 16 dežel plapolajo na Nemškem vogalu kot opozorilo nemške enotnosti. Trije deli berlinskega zidu so zdaj posvečeni žrtvam delitve.

## Zaščita
Spomenik cesarja Viljema je zaščiten kulturni spomenik (Denkmalschutzgesetz, DSchG) in je vpisan na seznam spomenikov Porenje-Pfalška. 
Od leta 2002 je spomenik tudi del Unescove svetovne dediščine Zgornja srednja dolina Rena . Poleg tega je zaščitena kulturna dobrina na podlagi Haaške konvencije in označena z modro-belim emblemom.